# مايكل كادوش
مايكل «لوفا» كادوش (بالعبرية: מיכאל "לופא" קדוש‏)؛ ( 23 أبريل 1940 - 29 أبريل 2014) لاعب كرة قدم إسرائيلي عمل أيضًا كمدير لفريق هبوعيل القدس. توفي في 29 أبريل 2014 من مرض السرطان عن عمر يناهز 74 عامًا.

## مرتبة الشرف

### كلاعب
- الدوري الإسرائيلي الممتاز (3):
  - 1964-65، 1970-71، 1971-72
- كأس دولة إسرائيل (1):
  - 1969

### كمدرب
- الفرقة الثانية الإسرائيلية (2):
  - 1978-79، 2000-01
- كأس توتو (ارتزيت) (1):
  - 1996-1997
- الفرقة الثالثة الإسرائيلية (2):
  - 2007-08، 2010-11